# Maurice Capovilla
Maurice Capovilla (Valinhos, 16 de janeiro de 1936 — Rio de Janeiro, 29 de maio de 2021) foi um ator, roteirista, produtor e cineasta brasileiro.

## Biografia
Estreou no cinema em 1962 com o curta-metragem "União". A estréia em longas foi com o documentário Brasil Verdade e logo depois com Bebel, Garota Propaganda.
Seu filme Meninos do Tietê (1963) foi eleito o melhor filme na 1ª Semana Latino-Americana de Cinema Documental, em Buenos Aires.
O filme O Profeta da Fome (1969, mas comercialmente em 1970), conquistou várias categorias no Festival de Brasília, entre elas: de melhor argumento e roteiro.
Outros filmes de destaque dirigidos por ele foram: Vozes do Medo; As Noites de Iemanjá; Jogo da Vida e Copa 78, o Poder do Futebol.
Ele também atuou na TV e fez parte da equipe que criou os programas Globo Shell e Globo Repórter para a Rede Globo.
Em 2005, foi agraciado com a Ordem do Mérito Cultural do então Ministério da Cultura.

## Morte
Maurice morreu aos 85 anos, em decorrência de uma doença pulmonar.

## Filmografia
- Donde comienza el camino (2005) [ator]
- Harmada (2003) [roteirista, diretor]
- O Boi Misterioso e o Vaqueiro Menino (1980) [roteirista, diretor]
- Bububu no Bobobó (1980) [roteirista]
- O Todo Poderoso (1979) (telenovela) [diretor]
- O Jogo da Vida (1977) [roteirista, diretor]
- A Noite do Espantalho (1974) [roteirista]
- Vozes do Medo (1972) [roteirista, diretor] (segmento "Júlia Miranda")
- Noites de Iemanjá (1971) [roteirista, diretor]
- O Profeta da Fome (1970) [roteirista, diretor]
- Audácia (1970) [ator]
- O Ritual dos Sádicos (1970) [ator]
- O Bandido da Luz Vermelha (1968) [ator]
- Bebel, Garota Propaganda (1968) [roteirista, diretor]
- Brasil Verdade (1968) [roteirista] (segmento "Os Subterrâneos do Futebol")
- Lance Maior (1968) [produtor associado]